# Trophée de France 2003
Navigation
Édition précédente Édition suivante
Le Trophée de France est une compétition internationale de patinage artistique qui se déroule en France au cours de l'automne. Il accueille des patineurs amateurs de niveau senior dans quatre catégories: simple messieurs, simple dames, couple artistique et danse sur glace. En 2003 il s'appelait également Trophée Lalique.
Le dix-septième Trophée de France est organisé du 13 au 16 novembre 2003 au palais omnisports de Paris-Bercy. Il est la quatrième compétition du Grand Prix ISU senior de la saison 2003/2004.
Le nouveau système de jugement est mis en place pour la première fois lors des grands-prix de cette saison 2003/2004, à la suite du scandale des jeux olympiques d'hiver de 2002.

## Résultats

### Messieurs
| Rang    | Nom                  | Pays       | Points | Programme court | Programme court | Programme libre | Programme libre |
| ------- | -------------------- | ---------- | ------ | --------------- | --------------- | --------------- | --------------- |
| 1       | Evgeni Plushenko     | Russie     | 234.29 | 1               | 75.35           | 1               | 158.94          |
| 2       | Kevin Van Der Perren | Belgique   | 197.33 | 4               | 63.95           | 3               | 133.38          |
| 3       | Michael Weiss        | États-Unis | 195.98 | 3               | 65.90           | 4               | 130.08          |
| 4       | Brian Joubert        | France     | 195.58 | 6               | 62.17           | 2               | 133.41          |
| 5       | Daisuke Takahashi    | Japon      | 194.62 | 2               | 71.31           | 5               | 123.31          |
| 6       | Alexander Shubin     | Russie     | 178.21 | 5               | 62.31           | 7               | 115.90          |
| 7       | Fedor Andreev        | Canada     | 176.05 | 7               | 58.61           | 6               | 117.44          |
| 8       | Frédéric Dambier     | France     | 167.20 | 9               | 54.23           | 8               | 112.97          |
| 9       | Gregor Urbas         | Slovénie   | 153.37 | 8               | 55.01           | 11              | 98.36           |
| 10      | Li Yunfei            | Chine      | 152.50 | 11              | 51.96           | 10              | 100.54          |
| 11      | Stefan Lindemann     | Allemagne  | 149.42 | 12              | 45.90           | 9               | 103.52          |
| Abandon | Stanick Jeannette    | France     |        | 10              | 53.98           |                 |                 |

### Dames
| Rang | Nom                | Pays        | Points | Programme court | Programme court | Programme libre | Programme libre |
| ---- | ------------------ | ----------- | ------ | --------------- | --------------- | --------------- | --------------- |
| 1    | Sasha Cohen        | États-Unis  | 197.19 | 1               | 69.38           | 1               | 127.81          |
| 2    | Shizuka Arakawa    | Japon       | 172.12 | 2               | 62.34           | 2               | 109.78          |
| 3    | Júlia Sebestyén    | Hongrie     | 163.32 | 3               | 58.44           | 3               | 104.88          |
| 4    | Beatrisa Liang     | États-Unis  | 143.94 | 7               | 45.98           | 4               | 97.96           |
| 5    | Alisa Drei         | Finlande    | 141.91 | 5               | 47.52           | 5               | 94.39           |
| 6    | Anne-Sophie Calvez | France      | 140.44 | 4               | 47.90           | 6               | 92.54           |
| 7    | Annette Dytrt      | Allemagne   | 132.53 | 6               | 46.30           | 7               | 86.23           |
| 8    | Jenna McCorkell    | Royaume-Uni | 123.98 | 9               | 44.22           | 8               | 79.76           |
| 9    | Julia Lautowa      | Autriche    | 123.66 | 8               | 45.58           | 9               | 78.08           |
| 10   | Candice Didier     | France      | 113.30 | 10              | 43.62           | 10              | 69.68           |

### Couples
| Rang | Nom                                    | Pays       | Points | Programme court | Programme court | Programme libre | Programme libre |
| ---- | -------------------------------------- | ---------- | ------ | --------------- | --------------- | --------------- | --------------- |
| 1    | Zhang Dan / Zhang Hao                  | Chine      | 174.88 | 2               | 60.12           | 1               | 114.76          |
| 2    | Tatiana Totmianina / Maksim Marinin    | Russie     | 165.20 | 1               | 63.88           | 4               | 101.32          |
| 3    | Tiffany Scott / Philip Dulebohn        | États-Unis | 162.26 | 3               | 54.66           | 2               | 107.60          |
| 4    | Anabelle Langlois / Patrice Archetto   | Canada     | 160.48 | 4               | 54.04           | 3               | 106.44          |
| 5    | Kateřina Beránková / Otto Dlabola      | Tchéquie   | 144.54 | 6               | 49.24           | 6               | 95.30           |
| 6    | Sabrina Lefrançois / Jérôme Blanchard  | France     | 143.84 | 7               | 48.06           | 5               | 95.78           |
| 7    | Viktoria Borzenkova / Andrei Chuvilaev | Russie     | 143.75 | 5               | 51.62           | 7               | 92.13           |
| 8    | Marylin Pla / Yannick Bonheur          | France     | 139.76 | 8               | 47.96           | 8               | 91.80           |

### Danse sur glace
| Rang | Nom                                     | Pays        | Points | Danse imposée | Danse imposée | Danse originale | Danse originale | Danse libre | Danse libre |
| ---- | --------------------------------------- | ----------- | ------ | ------------- | ------------- | --------------- | --------------- | ----------- | ----------- |
| 1    | Albena Denkova / Maxim Staviski         | Bulgarie    | 210.44 | 1             | 39.83         | 1               | 62.58           | 1           | 108.03      |
| 2    | Marie-France Dubreuil / Patrice Lauzon  | Canada      | 202.37 | 2             | 36.47         | 4               | 58.02           | 2           | 107.88      |
| 3    | Isabelle Delobel / Olivier Schoenfelder | France      | 200.30 | 3             | 36.45         | 2               | 59.77           | 3           | 104.08      |
| 4    | Tanith Belbin / Benjamin Agosto         | États-Unis  | 195.19 | 4             | 34.61         | 3               | 59.05           | 4           | 101.53      |
| 5    | Svetlana Kulikova / Vitali Novikov      | Russie      | 171.76 | 5             | 30.91         | 5               | 51.11           | 5           | 89.74       |
| 6    | Roxane Petetin / Matthieu Jost          | France      | 157.44 | 6             | 29.15         | 6               | 41.89           | 6           | 86.40       |
| 7    | Kristin Fraser / Igor Lukanin           | Azerbaïdjan | 145.77 | 7             | 28.88         | 7               | 41.53           | 8           | 75.36       |
| 8    | Nathalie Péchalat / Fabian Bourzat      | France      | 144.80 | 9             | 26.64         | 8               | 40.97           | 7           | 77.19       |
| 9    | Anastasia Grebenkina / Vazgen Azroyan   | Arménie     | 134.88 | 10            | 26.40         | 9               | 37.38           | 9           | 71.10       |
| 10   | Mariana Kozlova / Sergei Baranov        | Ukraine     | 127.20 | 8             | 27.13         | 10              | 35.06           | 10          | 65.01       |
| 11   | Alessia Aureli / Andrea Vaturi          | Italie      | 119.73 | 11            | 24.79         | 11              | 32.85           | 11          | 62.09       |

## Sources
- Résultats du Trophée Lalique 2003
- Patinage Magazine N°90 (Hiver 2003/2004)